# Sierra del Escambray
De Sierra del Escambray is een bergketen ten noorden van Trinidad die zich uitstrekt van Cienfuegos in het westen tot Sancti Spíritus in het oosten van midden Cuba. Aan de voet van deze bergrug vindt men de beroemde Valle de los Ingenios. De vrij ontoegankelijke bossen op deze bergen boden een uitstekende uitvalsbasis voor de revolutionaire troepen van Che Guevara, toen ze in de laatste dagen Cubaanse Revolutie, eind 1958, de beslissende aanval voorbereidden op de stad Santa Clara.